# Стівен Джонс
Стівен Джонс (англ. Stephen Jones, іноді також підписується як Стів Джонс, нар. 1953, Лондон, Велика Британія) — англійський укладач антологій, критик і письменник у жанрі літератури жахів, визнаний експерт у галузі сучасного гоору, телепродюсер. Лауреат багатьох премій, найчастіше в номінації «Найкраща антологія».

## Життєпис
Народився й виріс у Лондоні, в районі Пімліко, де свого часу розгорталися події роману Лавкрафта The Horror in the Museum. Ще школярем захопився літературою в жанрі жахів та фентезі. У середині 1960-х років захоплено читав журнали коміксів. Від 1967 року починає купувати та колекціонувати книги в жанрі горор. Початок колекції поклали книги видавництва Arkham House. 1970 року Джонс вступив до Британського товариства фентезі (англ. British Fantasy Society), де включився в складання збірок та антологій. Першим літературним досвідом Джонса стала підготовка випусків бюлетеня та журналів спільноти.

## Збірки та антології
Стівен Джонс — практично незмінний укладач низки престижних збірок та антологій у жанрі жахів, серед яких:
- «The Mammoth Books of…» (буквально «Великі книги про…»): тематичні антології, присвячені відповідно вампірам (1992 і 2001 роки, в останньому випадку антологія містила оповідання жінок-письменників), зомбі (1993), перевертнів (1994), монстрам (2007), а також окремим «культовим» персонажам (Дракулі 1997 року, Франкенштейну 1994 року) і просто «найстрашнішим оповіданням» (1990, 2004);
- «Best New Horror» («Найкращі нові жахи», згодом під назвою «The Mammoth Books of Best New Horror»): добірки кращих оповідань у жанрі горор англійською мовою, постійний укладач від 1990 до 2010 року, перші шість випусків у співавторстві Ремсі Кемпбеллом;
- «Dark Voices» («Темні голоси») і пізніше «Dark Terrors» («Темні страхи»): збірки оповідань жахів, постійний укладач у 1990—2002 роках, спільно з Девідом Саттоном;
- «Fantasy Tales» («Фентезійні історії»): антології кращих оповідань у жанрі фентезі, укладач у 1988—1991 роках.

Крім того, Джонс укладав або брав участь в укладанні ще більш ніж десяти антологій, зокрема працював разом з Нілом Ґейманом та Ремсі Кемпбеллом.
- «Книга жахів», укладена 2011 року.

## Оповідання
Власна творчість Стівена Джонса маловідома. Його нечисленні оповідання з'являлися в британських періодичних виданнях, проте ніколи не виходили у вигляді окремої книги.

## Дослідження
Джонс — укладач і редактор (разом з Кімом Ньюманом) книги критичних есе «Горор: 100 найкращих книг» (1988) і (разом з Ремсі Кемпбеллом) її продовження «Горор: ще 100 найкращих книг» (2005). Його перу належать також монографії про творчість таких авторів, як Клайв Баркер, Джеймс Герберт, Безіл Коппер та про вплив творчості Говарда Лавкрафта на літературу жахів Британії. Також він виступив як кінокритик, склавши огляди фільмів про чудовиськ, екранізацій творів Стівена Кінга та взявши участь у створенні путівника серією фільмів «Повсталий з пекла».

## Робота на телебаченні
Стівен Джонс є також телевізійним продюсером та консультантом з жанрового кіно. Він брав участь у створенні фільмів «Повсталий з пекла» (частини I—III), «Нічний народ», «Різник розуму» тощо.